# NGC 483
NGC 483 è una galassia a spirale situata nella costellazione dei Pesci a una distanza di circa 192 milioni di anni luce dalla Terra.
Fu scoperta l'11 novembre 1827 da John Herschel.